# Walter Dyett
Walter Henri Dyett lub Captain Walter Henri Dyett (ur. 11 stycznia 1901 w St. Joseph, zm. 17 listopada 1969 w Chicago) – afroamerykański skrzypek, bandlider i nauczyciel muzyki, twórca programów kształcenia muzycznego dla afroamerykańskich szkół średnich. Wychowawca wielu gwiazd jazzu.

Captain Walter Dyett: Jeśli uważasz, że możesz, to możesz.

## Życiorys
Po przerwaniu wskutek braku funduszy studiów muzycznych na Uniwersytecie Kalifornijskim w Berkeley oraz kursów przygotowawczych na medycynę, w 1922 wrócił do rodzinnego Chicago i podjął pracę skrzypka w teatralnych orkiestrach wodewilowych.
W 1932 w stopniu kapitana został powołany do Gwardii Narodowej stanu Illinois na stanowisko dyrygenta orkiestry 8. pułku piechoty. Odtąd często nazywano go „kapitanem Dyettem”. Rok wcześniej został zastępcą, a z czasem kierownikiem muzycznym w The New Wendell Phillips High School w Chicago. W 1935 szkoła otrzymała dodatkowy, nowy budynek i została przemianowana na DuSable High School. W 1938 uzyskał licencjat w miejscowym VanderCook College of Music, a w 1942 magisterium w Chicago Musical College. W tym czasie kierował orkiestrą szkolną, niekiedy nazywaną: DuSable-ites, oraz innymi zespołami, takimi jak Pickford Orchestra i Hi-Jinks. Ponadto organizował i sprawował nadzór nad letnimi koncertami w miejskim parku im. Waszyngtona.
W latach 1931–1961 nauczał muzyki klasycznej, wojskowej i jazzowej i niezmiennie prowadził orkiestrę szkolną. Na jego zajęciach panował rygor bliski wojskowemu. Jak mawiał: Możesz zapomnieć swojego nauczyciela języka angielskiego, możesz zapomnieć nauczyciela matematyki, ale mnie nigdy nie zapomnisz. Przez jego klasy w szkołach  Wendell Phillips i DuSable przewinęło się ponad 20 000 uczniów. Wykształcił wiele późniejszych gwiazd oraz znanych postaci jazzu, m.in. Nata „Kinga” Cole’a, Dorothy Donegan, Dinę Washington, Johnny’ego Griffina i Johnnyego Hartmana.

Dorothy Donegan: Ten człowiek słyszał wszystko. Potrafił usłyszeć komara sikającego na belę bawełny.

## Jego wybrani uczniowie z DuSable High School
Gene Ammons, Fred Below, Mwata Bowden, Ronnie Boykins, Oscar Brashear, Wilbur Campbell, Sonny Cohn, Nat „King” Cole, Jerome Cooper, Richard Davis, Bo Diddley, Dorothy Donegan, Redd Foxx, George Freeman, Von Freeman, John Gilmore, Bennie Green, Johnny Griffin, Eddie Harris, Johnny Hartman, Milt Hinton (New Wendell Phillips High School), Red Holloway, Fred Hopkins, Joseph Jarman, Leroy Jenkins, Clifford Jordan, Claude McLin, Jesse Miller, John E. Myatt, Pat Patrick, Walter Perkins, Julian Priester, Wilbur Ware, Dinah Washington, John Young.

## Upamiętnienie
W Chicago działa publiczna szkoła średnia jego imienia – The Walter Dyett High School for Arts. Została otwarta w 1972 i ma profil artystyczny.